# Reserva Extrativista Chico Mendes
A Reserva Extrativista Chico Mendes é uma unidade de conservação federal do Brasil categorizada como reserva extrativista e criada por Decreto Presidencial em 12 de março de 1990 numa área de 970.570 hectares no estado do Acre. É administrada pelo  Instituto Chico Mendes de Conservação da Biodiversidade (ICMBio).
A reserva está ameaçada por um projeto de lei da deputada Mara Rocha (PSDB-AC), reduzindo a sua área e rebaixando o Parque Nacional da Serra do Divisor para a categoria de área de proteção ambiental.